# Подгородецкий, Пётр Иванович
Пётр Ива́нович Подгороде́цкий (род. 12 февраля 1957, Москва) — советский и российский музыкант, шоумен. Клавишник рок-группы «Машина времени» в 1979—1982 и 1990—1999 годах. Также работал в группе «Воскресение» и других музыкальных коллективах, вёл программы на телевидении и радио. В настоящее время — лидер группы «Бамбей». Заслуженный артист Российской Федерации (1999).

## Биография
Пётр родился в музыкальной семье. Его бабушка Вера Фёдоровна была пианисткой, мама Виктория Ивановна Подгородецкая — профессиональной певицей — всю жизнь проработала в «Москонцерте». С юности занимался музыкой, сначала в капелле мальчиков при Гнесинском институте (руководитель — Вадим Судаков), потом в Детской музыкальной школе № 22 им. Шапорина.
После девятого класса поступил на дирижёрско-хоровое отделение в Музыкальное училище при Московской консерватории («Мерзляковка»), в 1975 году стал лауреатом Международного конкурса хоров в итальянском городе Ареццо, с музыкальным коллективом побывал в Италии, окончил училище в 1976 году.
Потом два года служил во Внутренних войсках МВД СССР. Во время службы потерял зрение на одном глазу: ему в левый глаз попали буханкой хлеба, в результате — отслоение сетчатки. Играл в Оркестре песни и пляски ВВ МВД СССР. Тогда же он по подобию итальянских хитов тех лет написал медленную и лиричную музыку, которая впоследствии трансформировалась в ритмичную песню «Поворот».
С 1978 года по 1979 год был концертмейстером экспериментального Театра Юденича. Тогда же он подрабатывал пианистом в ресторанах и зарабатывал 500 рублей в месяц.
В 1979 году ему предложили сотрудничать Александр Ситковецкий и Андрей Макаревич. Выбор пал на «Високосное лето» Ситковетцкого, куда его взяли вторым клавишником в пару к Крису Кельми. Но Подгородецкий отрепетировал недолго: ему сделали операцию по зрению, и примерно полтора месяца он был в больнице до конца марта — начала апреля.
После этого его пригласили клавишником в группу «Машина времени». При встрече Александр Кутиков рассказал, что «Машина» распалась (по мнению Подгородецкого, из-за жадности Андрея Макаревича) и пригласил его и Валерия Ефремова присоединиться к новой «Машине». По словам Подгородецкого, его и Ефремова Кутиков уговаривал целый месяц. Ему посоветовал туда идти Олег Николаев:

«Примитив не примитив, но в этом коллективе ты прославишься». Ну, так оно, собственно, и получилось. В общем, «Машина времени» рухнула, чтобы вместе со мной, Петей Подгородецким, возродиться из пепла!
— Пётр Подгородецкий
Пётр Подгородецкий в период пребывания в «Машине времени» был единственным музыкантом, который имел музыкальное образование и воинский стаж.
Почти сразу после прихода Подгородецкий показал группе музыку к будущему «Повороту». Были испробованы многие аранжировки, и в итоге от безысходности она была выпущена в теперь уже привычном виде.
Песня «Поворот» становится популярной и возглавляет хит-парады газет «Московский комсомолец» и «Смена». Весной 1980 года в «МК» была написана статья о песне авторства либо Артемия Троицкого, либо Евгения Фёдорова. К ней же карикатуру на участников группы написали Андрей Макаревич и его отец Вадим. В то же время Пётр Подгородецкий в составе «Машины времени» становится лауреатом фестиваля «Весенние ритмы-80» в Тбилиси.
«Машина времени» по популярности стояла наравне с Высоцким и была даже впереди Аллы Пугачёвой. Режиссёр Александр Стефанович в какой-то момент предложил ей и группе вместе сняться в новом музыкальном художественном фильме. Алла Борисовна в первый же съёмочный день устроила скандал и отказалась от съёмок, и тогда Стефанович на её место пригласил Софию Ротару. В итоге в прокат был выпущен фильм «Душа», благодаря которому «Машина времени» стала ещё более известной.
После выхода фильма из-за финансовых разногласий Пётр Подгородецкий покинул группу в мае 1982 года. Последние гастроли были по Северному Кавказу: Нальчик — Грозный — Владикавказ — Махачкала.
В 1982—1990 годах играл в группе «СВ», синтез-группе Игоря Гранова, в ансамблях Владимира Мигули, Иосифа Кобзона, а также в кантри-группе «Кукуруза» и инструментальном проекте «Здоровье».
С 1987 года по 1990 год занимался собственным проектом — шоу-клубом «Свободный полёт». В 1988 году записал сольный магнитоальбом.
В 1990 году вернулся в «Машину времени». После распада СССР у группы резко выросли гонорары, и Подгородецкий стал наркоманом и игроманом. Он и до этого, когда играл в СВ, пробовал марихуану, а после второго прихода в «Машину времени» стал нюхать кокаин. После ухода из группы он сам избавился от наркозависимости.
В декабре 1999 года сразу после юбилейного концерта был уволен из группы, и как он сам пишет, «по политическим причинам». В интервью после этого называл бывших коллег по группе «самодеятельными и непрофессиональными музыкантами». К следующему клавишнику группы Андрею Державину относится крайне неодобрительно, называет его «попсовым музыкантом» и утверждает, что Державин «тщетно пытается заполнить его место» в коллективе.
Был голосом ОРТ (1998) и М1 (2000—2002).
В 2000 году работал диджеем на радиостанции «Серебряный дождь» в программе «Хулиган-шоу», откуда был уволен весной 2001 года за то, что поставил в эфир песню Вадима Степанцова с непечатными выражениями.
С 2001 по 2004 год был телеведущим программы «История сбитого летчика: шоу неудачника» на канале «М1».
Написал скандальную книгу «„Машина“ с евреями» об истории группы «Машина времени», изданную в 2007 году. По словам Андрея Бурлаки, тогда Подгородецкий вновь попал в колонки музыкальных новостей, а само произведение — ироничное, весьма откровенное и местами жёсткое описание внутренней жизни группы в период его работы с ней. Ничего сенсационного оно не содержало, но скандал, вне всяких сомнений, вызвало. В 2009 году выпустил книгу про путешествия «Русские идут! Заметки путешественника». В 2013 году дал большое интервью Дмитрию Гордону для его газеты «Бульвар Гордона» и одновременно для передачи «В гостях у Дмитрия Гордона», где пересказал кратко содержание своей книги.

## Отзывы
Андрей Макаревич: «С Подгородецким — никаких отношений. Ни плохих, ни хороших. Несмотря на наши многолетние старания выяснилось, что он и „Машина времени“ — понятия несовместимые, и пришлось попросить его уйти. И никакой тайны тут нет. „Машина“ требует соответствия и по музыкальному вкусу, и по человеческим качествам. Ни с тем ни с другим не срослось. Подгородецкий однажды проспал поездку в Питер, за что вылетел из команды».— 
| Владимир Сапунов: «Подгородецкий приносил много неприятностей коллективу, в аэропорты опаздывал… По поручению группы мне пришлось позвонить ему после юбилейного концерта в „Олимпийском“, хотя я и говорил Макаревичу: „Андрюш, я его не принимал на работу. И неплохо было бы тебе самому Пете сообщить о вашем решении“. Но Макар не захотел. Тогда позвонил я и сказал: „Спасибо, Петя, за всё, что ты сделал для нас, но мы в твоих услугах больше не нуждаемся“. Он удивился: „Как!?“. Я объяснил, что это позиция всего коллектива, а я, как директор, лишь её оглашаю. Он нормально отреагировал, не кричал на меня, не ругался. Мол, так, значит так. Но вскоре начал повсюду говорить о нас разные вещи, книжку написал… Боль, видимо, у него осталась.» — |

Евгений Маргулис:
Петину книжку я пролистал. Анька, моя жена, купила её, чтобы посмотреть насколько сильно он там меня обсирает. Оказалось, что конкретно меня он вообще не обосрал. А истории, которые Петя упоминает, мне и без него известны. И я знаю, что в них на самом деле было, а чего не было. Понимаешь, видно, что книга эта — социальный заказ. Видно, что Подгородецкий обозлён и что он не писатель. Я, на самом деле, не люблю читать мемуары, тем более, когда они основаны лишь на том, кто кому засунул и в каком году. Это мне совершенно неинтересно.
— 

Александр «Фагот» Бутузов

Единственный, кого мне неприятно видеть из «Машины», это Петя Подгородецкий. Он мне сильно антипатичен. Во всех своих проявлениях. У нас с ним раньше неоднократно и драки бывали.— 

Максим Капитановский

Точно объяснить, отчего у Пети сформировалась такая неприязнь к «МВ», не могу. Лично я сохранил с ним хорошие отношения, был у него на 50-летии. Я прочёл его книгу и не нашёл в ней каких-то жутких фактов или фрагментов. Буквально несколько эпизодов там есть таких, которые я, например, не стал бы излагать по этическим соображениям. А он, будучи по натуре своей, человеком отвязным, хулиганистым, эпатажным, взял их и написал. То, что Андрей это воспринимает в штыки — его право, и, наверное, это правильно. Впрочем, напрямую с ним о Петиной книге я не говорил, и говорить не собираюсь. Повторю, я не нашёл в «Машине с евреями» особого «криминала». Он скорее содержался в одной из газетных заметок, анонсировавших выход этой книги. По-моему, из-за неё и стал разгораться скандал. Там, при помощи небольших подтасовок, купирования, вырезания каких-то обрывочных цитат из Петиного текста, получилась статья, значительно худшая, чем сама книга.— 

Константин Никольский

Подгородецкий — профессиональный человек, действительно. Другое дело, как там в вопросах вкуса. Профессиональных много. Мне не очень нравится, как играет Подгородецкий. Он-то может считать наоборот. Пускай. Зато я могу считать так, как я считаю. Нравится? Пожалуйста. А я слушать не буду. У меня, например, в ансамбле клавишник Миша Шевцов играет гораздо лучше Подгородецкого. И как пианист выше его на десять порядков. Но Петя так не считает. Он просто более известен. Одно пузо чего стоит! Такое, что просто… Когда «Машина времени» выходит на сцену, Петя там больше всех… Больше места всех вместе взятых занимает. И прыгает в шортиках по сцене. Какой там Макаревич…— 

Андрей Державин

Что бы Подгородецкий ни говорил, он хороший музыкант, я у него многому научился. Помню, когда-то я переключал свой магнитофон с 19-й скорости на 9-ю, чтобы песни медленнее звучали, и снимал многие Петины партии, так же, как снимал партии Джо Завинула из «Weather Report» и многих других известных пианистов. Вообще, мне кажется, что одна из причин замены Подгородецкого в Машине, как раз, в том, что он именно пианист, а Макару, захотелось в новом веке добавить в звучание группы побольше электронных аранжировок.— 

## Семья
- Бабушка — Вера Фёдоровна — была пианисткой[18]
- Мама — Виктория Ивановна Подгородецкая (6 июля 1930—2002) — профессиональная певица, работала в «Москонцерте».
  - Первая жена (с лета 1976 года) — Любовь Якимова, училась в цирковом училище на эстрадном отделении, не дождалась Петра из армии.
  - Вторая жена (1984 год)[18] — Наталия Шумилина, ушла от него и стала женой Игоря Угольникова
  - Третья жена (с 1985 года — формально по 2005 год (расстались в 2001)) — Светлана Самойлова — окончила МВТУ имени Баумана по специальности «сварка металлов», работала в НИИ на Щербаковской.[18]
    - Дочь — Анастасия Петровна Подгородецкая (1987—2003)[19] умерла от рака.
    - Дочь — Анна Петровна Подгородецкая (род. 12 июня 1987) — окончила факультет славянской и западноевропейской филологии МПГУ, преподаватель русского языка как иностранного.[20][21]

  - Четвёртая жена (октябрь 2005 года (познакомились в 2001) — наст. время) — Ирина Подгородецкая (род. 1969) — директор группы X.O.[22], архитектор, свадебное мероприятие происходило в «Трахтенберг-кафе», ведущим был Роман Трахтенберг.[2]

В интервью радиостанции «Маяк» Пётр рассказал, что отчество Иванович получил от деда по линии матери — таким образом мама и бабушка решили прикрыть его еврейское происхождение. При этом имя своего отца он не назвал.

## Известные песни в его исполнении
1. Когда я был большим (слова А. Макаревича)
2. Этот вечный блюз (слова А. Макаревича)
3. Ах, что за луна (слова А. Макаревича)
4. Когда мы уйдём (музыка А. Кутикова, слова А. Макаревича)
5. Это любовь, детка (слова К. Кавалеряна)
6. Такие дела, ангел мой (музыка и слова А. Макаревича)
7. Старая песня о главном (слова А. Макаревича)
8. Фрейлекс (слова и музыка П. Подгородецкого)
9. Здравствуй, любовь (слова и музыка П. Подгородецкого, посвящена первой жене)
10. Песня толстяка («Я не спец по разным снам и слухам…») (музыка и слова П. Подгородецкого)
11. Уходит день (слова А. Макаревича), написана в 1979 году, исполнялась на концертах в июне 1990 году в ДС «Крылья Советов»
12. Верю (слова М. Пушкиной). Изначально была исполнена Ольгой Кормухиной в 1987 году. И год спустя попала на дебютный альбом автора «09».

Автор музыки к этим и другим песням («Поворот», «Скачки»).

## Группа «Бамбей»
- Пётр Подгородецкий (клавишные, вокал)
- Сергей Андрошин (гитара, бэк-вокал)
- Дмитрий Червец (бас-гитара, вокал)
- Павел Зюзин (ударные)

## Друзья
- Роман Трахтенберг
- Алексей Богомолов[2]
- Леван Ломидзе
- Игорь Бутман
- Роберт Городецкий
- Александр Гордон

## Награды и звания
- Орден Почёта (24 июня 1999 года) — за заслуги в развитии музыкального искусства[24].
- Заслуженный артист Российской Федерации (22 ноября 1999 года) — за заслуги в области искусства[25].

## Передачи на радио и ТВ
- «Смак» (заставка и фоновая музыка, 1993—2000 вместе с Андреем Макаревичем)
- «Хулиган-шоу» (радиостанция «Серебряный дождь»)
- «История сбитого лётчика» (канал «М1»)

## Участие в передачах
- Большая стирка[26]
- Ночной VJ[27]
- К нам приехал! («Ля-Минор»)-[28]
- Рождённые в СССР.[29]
- В гостях у Дмитрия Гордона
- Квартирник у Маргулиса
- Хорошие Шутки
- Слабое звено

## Дискография

### Сольная дискография
1. 1988 — «09» (магнитоальбом)
2. 2002 — Концерт в клубе Crazy Milk
3. 2005 — «Моржи. Кошерные песни о главном» (песни в двух вариантах: на русском и на идише) SONY & BMG (82876743872) с Романом Трахтенбергом.
4. 2006 — Я сам по себе и с друзьями
5. Блюз и немного джаза (Blue Note и Петр)

### Группа «Воскресение»
1. 1979 — Воскресение 1

### В составе группы «СВ»
1. 1983 — Радуюсь
2. 1990 — Концерт, посвященный 10-летию группы Воскресение

### Группа «Nautilus Pompilius»
1. 1994 — Титаник Live

### В составе группы «Машина времени»

#### Студийные альбомы
1. 1981 — «Песни из кинофильма Душа»
2. 1981 — Москва — Ленинград
3. 1982 — Охотники за удачей
4. 1991 — Медленная хорошая музыка
5. 1993 — Внештатный командир Земли
6. 1996 — Картонные крылья любви
7. 1997 — Отрываясь
8. 1999 — Часы и знаки
9. 2000 — Маленький принц

#### Концертные альбомы
1. 1991 — «Машине времени» — ХХ!
2. 1994 — Unplugged
3. 2000 — XXX лет «Машине времени»

#### Сборники
1. 1981 — Лауреаты Фестиваля «Весенние ритмы». Тбилиси-80
2. 1993 — Лучшие песни «Машины времени» 1979—1985
3. 1996 — Megamix
4. 1998 — The Best (Приложение к журналу Stereo & Video)
5. 2001 — Лучшие песни «Машины времени» 1989—2000
6. 2004 — Неизданное. Часть 2.

## Фильмография
| Год  |     | Название                               | Роль                                                        |
| ---- | --- | -------------------------------------- | ----------------------------------------------------------- |
| 1978 | ф   | Жил-был настройщик                     | руки настройщика, играющего на фортепиано                   |
| 1980 | ф   | Будьте моим мужем                      | эпизод                                                      |
| 1981 | ф   | Душа                                   | участник группы                                             |
| 1983 | ф   | Мэри Поппинс, до свидания!             | сыграл музыку для фильма как клавишник группы «Воскресенье» |
| 1989 | док | Рок и фортуна. ХХ лет «Машине времени» | Имя персонажа не указано                                    |
| 1991 | ф   | Гений                                  | камео                                                       |
| 1995 | ф   | Московские каникулы                    | камео                                                       |